# 冯营街道
冯营街道，是中华人民共和国河南省焦作市马村区下辖的一个乡镇级行政单位。

## 行政区划
冯营街道下辖以下地区：
东苑社区、冯营社区和中铝社区。